# Theresa Hayden
Theresa Hayden (13 de marzo de 1966) es una deportista británica que compitió en judo. Ganó dos medallas de bronce en el Campeonato Europeo de Judo en los años 1984 y 1985.

## Palmarés internacional
| Campeonato Europeo | Campeonato Europeo  | Campeonato Europeo | Campeonato Europeo |
| Año                | Lugar               | Medalla            | Categoría          |
| ------------------ | ------------------- | ------------------ | ------------------ |
| 1984               | Pirmasens (RFA)     | Medalla de bronce  | –72 kg             |
| 1985               | Landskrona (Suecia) | Medalla de bronce  | Abierta            |